# Dennis Brain
Dennis Brain (ur. 17 maja 1921 w Londynie, zm. 1 września 1957 w Hatfield) – brytyjski waltornista.

## Życiorys
Pochodził z rodziny muzyków, jego ojciec Aubrey Harold i wuj Alfred także byli waltornistami. Od 1936 roku studiował w Royal Academy of Music w Londynie w klasie swojego ojca, u boku którego debiutował w 1938 roku w koncercie pod batutą Adolfa Buscha. Podczas II wojny światowej był waltornistą Royal Air Force Central Band. Od 1942 do 1947 roku był pierwszym waltornistą londyńskiej National Symphony Orchestra, grał też z New London Orchestra, London Wind Players i London Baroque Ensemble. W latach 1946–1948 i ponownie 1950–1954 był pierwszym waltornistą Royal Philharmonic Orchestra, od 1949 roku był także pierwszym waltornistą London Mozart Players. Prowadził własny kwintet dęty i trio. Dokonał licznych nagrał płytowych, w tym koncertów na róg W.A. Mozarta i Richarda Straussa. Zginął w wypadku samochodowym.
Wielu kompozytorów dedykowało mu swoje utwory, m.in. Benjamin Britten (Serenada na tenora, róg i orkiestrę symfoniczną), Mátyás Seiber (Notturno na róg i smyczki), Paul Hindemith (Koncert na róg i orkiestrę), Gordon Jacob (Koncert na róg i orkiestrę), Malcolm Arnold (II Koncert na róg i orkiestrę) i Humphrey Searle (Aubade na róg i orkiestrę).